# 瓦亞納區
14°02′54″S 73°36′35″W / 14.04833°S 73.60972°W
瓦亞納區（西班牙語：Distrito de Huayana），是秘魯的一個區，位於該國南部阿普里馬克大區的安達韋拉斯省，始建於1984年10月30日，面積96.9平方公里，海拔高度3,150米，2005年人口1,280，人口密度每平方公里13人。